# 叶夫根尼·武切季奇
叶夫根尼·维克多罗维奇·武切季奇（羅馬化：Yevgeniy Viktorovich Vuchetich；1908年12月15日—1974年4月12日），是苏联的雕塑家，美术家，现实主义风格流派，被誉为“社会主义共和国人民美术家”。

## 生平
1908年，出生于乌克兰叶卡捷琳诺斯拉夫。
1933年，毕业于列宁格勒艺术学院
1943年，为格列科夫军事美术工作室成员。
1948年，任苏联农业展览的首席雕塑家。
1957年，任苏联艺术学院主席团雕塑系秘书。
1968年，任苏联艺术学院主席团成员。
1970年，任苏联艺术科学院副院长。
1974年，逝世。

## 作品

### 雕塑
- 《捷尔仁斯基塑像》（1958年）
- 《列宁同志，我们向你宣誓》（1949年）
- 《反法西斯战争苏军烈士纪念碑》（1949年）
- 《铸剑为犁》（1957年）
- 《崔可夫元帅雕像》（1947年）
- 《集团军司令叶夫列莫夫》（1947年）

### 文论
- 《艺术与生活》（1963年）